# Óscar García-Casarrubios
Óscar García-Casarrubios Pintor (Campo de Criptana, provincia de Ciudad Real, 7 de junio de 1984) es un ciclista español. 
Debutó como profesional el año 2006, en el equipo Relax-GAM en el que estuvo dos temporadas. La temporada 2008 volvió a declararse amateur, para en 2009 fichar por el equipo profesional murciano Contentpolis-AMPO.
Fue un destacado amateur, con victorias en pruebas importantes como la Vuelta a Galicia o la Semana Aragonesa. Como profesional su actuación más destacada ha sido la tercera plaza conseguida en una etapa de la Vuelta al Lago Qinghai.

## Palmarés
2008 (como amateur)
- Vuelta a Galicia

2010
- 1 etapa de la Vuelta a Venezuela

## Resultados en Grandes Vueltas
| Carrera | Carrera         | 2006 | 2007 | 2008 | 2009 | 2010 | 2011 |
| ------- | --------------- | ---- | ---- | ---- | ---- | ---- | ---- |
|         | Giro de Italia  | —    | —    | —    | —    | —    | —    |
|         | Tour de Francia | —    | —    | —    | —    | —    | —    |
|         | Vuelta a España | —    | —    | —    | Ab.  | —    | —    |

−: no participa

Ab.: abandono

## Equipos
- Relax-GAM (2006-2007)
- Contentpolis-AMPO (2009)
- Murcia (2010-2011)
  - Heraklion Kastro-Murcia (2010)
  - KTM-Murcia (2011)